# 日本一 (忍者のアルバム)
『日本一』（にっぽんいち）は、忍者の7枚目のアルバム。

## 内容
- ジャパネスクをイメージした楽曲4曲と9thシングル「日本ブギ」のバージョン違いを収録。

## 収録曲
1. 早口ブギ
2. にっぽん数え歌
3. 方言ブギ
4. 忍者音頭
5. 日本ブギ-Japanese ozashiki Mix-
  - 作詞：秋元康、作曲：都志見隆、編曲：岩崎文紀